# Gunilla Hasselgren
Sigrid Gunilla Hasselgren, ogift Jacobson, född 15 februari 1962 i Spånga församling i Stockholm, är en svensk läkare, känd från SVT:s Fråga doktorn.
Efter studier i humaniora och juridik började hon vid 25 års ålder läsa medicin vid Uppsala universitet och blev så småningom specialist i allmänmedicin. Hon är verksam som läkare på vårdcentralen i Kil. Hon var 2003–2018 TV-doktor i Sveriges Televisions Fråga doktorn, som först sändes från Karlstad och sedan från Umeå. Hon har en frågespalt i tidningen Må Bra. Hasselgren promoverades till medicine hedersdoktor av Medicinska fakulteten vid Uppsala universitet den 29 januari 2016.
Gunilla Hasselgren är gift med läkaren Mikael Hasselgren (född 1964) och paret har två söner.